# Partito Laburista di Tanzania
Il Partito Laburista di Tanzania (in inglese: Tanzania Labour Party - TLP) è un partito politico socialdemocratico fondato in Tanzania nel 1992.

## Risultati elettorali
| Anno | Voti    | Seggi   |
| ---- | ------- | ------- |
| 1995 | 27 963  | 0 / 232 |
| 2000 | 652 504 | 4 / 231 |
| 2005 | 297 230 | 1 / 232 |
| 2010 | 51 003  | 0 / 239 |
| 2015 | 13 098  | 0 / 367 |